# Camptoloma canariense
Camptoloma canariense là một loài thực vật có hoa trong họ Huyền sâm. Loài này được (Webb & Berthel.) Hilliard mô tả khoa học đầu tiên năm 1991.